# Neisseria
Il termine Neisseria fa riferimento un genere di batteri che colonizzano l'epitelio degli animali. La maggior parte delle specie appartenenti a questo genere sono membri del normale microbiota e solo 2 risultano patogene per l'uomo: N. gonorrhoeae e N. meningitidis.

## Etimologia
Il genere Neisseria prende il nome dal batteriologo tedesco Albert Neisser che ne scoprì il primo esemplare, la Neisseria gonorrhoeae, l'agente patogeno della gonorrea, nel 1889.

## Caratteristiche
Le specie che colonizzano l'uomo sono β-proteobacteria gram negativi, postivi alla prova dell'ossidasi e al test della catalasi, con due diverse morfologie: gonococco e bastoncellare. Si dispongono frequentemente in coppia o in corte catenelle, spesso capsulate e non flagellate. Crescono in aerobiosi, ma alcune specie possono anche crescere in anaerobiosi. Chemiorganotrofe.

## Tassonomia
Il genere comprende le seguenti specie:
- Neisseria animalis, Berger 1960
- Neisseria animaloris, Vandamme et al. 2006
- Neisseria arctica, Hansen et al. 2017
- Neisseria bacilliformis, Han et al. 2006
- Neisseria canis, Berger 1962
- Neisseria cinerea, (von Lingelsheim 1906) Murray 1939
- Neisseria dentiae, Sneath and Barrett 1997
- Neisseria dumasiana, Wroblewski et al. 2017
- Neisseria elongata, Bøvre and Holten 1970
- Neisseria flava, Bergey et al. 1923
- Neisseria flavescens, Branham 1930
- Neisseria gonorrhoeae Neisser 1889
- Neisseria iguanae, Barrett et al. 1994
- Neisseria lactamica, corrig. Hollis et al. 1969
- Neisseria lisongii Yang et al. 2023
- Neisseria macacae, Vedros et al. 1983
- Neisseria meningitidis (Albrecht and Ghon 1901) Murray 1929
- Neisseria montereyensis Volokhov et al. 2023
- Neisseria mucosa Véron et al. 1959
- Neisseria musculi Weyand et al. 2016
- Neisseria oralis Wolfgang et al. 2013
- Neisseria perflava Bergey et al. 1923
- Neisseria polysaccharea Riou and Guibourdenche 1987
- Neisseria shayeganii Wolfgang et al. 2011
- Neisseria sicca (von Lingelsheim 1908) Bergey et al. 1923
- Neisseria subflava (Flügge 1886) Trevisan 1889
- Neisseria wadsworthii Wolfgang et al. 2011
- Neisseria weaveri Holmes et al. 1993
- Neisseria weixii Zhang et al. 2019
- Neisseria yangbaofengii Yang et al. 2023
- Neisseria zalophi Volokhov et al. 2018
- Neisseria zoodegmatis Vandamme et al. 2006

### Genetica
Le specie presentano caratteristiche genetiche comuni principalmente dovute alla presenza di progenitori comuni e al trasferimento genico orizzontale. Sono stati effettuati studi basati sull'uso di pannelli di geni "core" (cgMLST) e il sequenziamento multiloco ribosomiale (rMLST) che dimostrano come le varie specie condividano 246 geni (190,534 nucleotidi) pari a circa l'8,68% del totale.
Analisi filogenetiche sui geni comuni permettono di distinguere 7 gruppi principali. Il corredo genetico comune è nel complesso simile per composizione, dimensione e architettura, ma risultano presenti notevoli differenze a livello dei nucleotidi presenti tra le diverse specie. Il materiale genetico accessorio presenta invece un numero variabile di loci che non sono uniformemente distribuiti in tutte le specie e include elementi intra ed extra cromosomici come plasmidi, isole genomiche e profagi.
Molti dei loci associati alla virulenza sono stati trovati in diverse specie, pertanto si ritiene che le differenze nella sequenza genica e nell'espressione genica potrebbero essere fattori determinanti nella differenziazione fenotipica delle specie.